# Trapezoedru
În geometrie un trapezoedru n-gonal sau antibipiramidă n-gonală este dualul unei antiprisme n-gonale. Cele 2n fețe ale n-trapezoedrului sunt congruente și dispuse simetric. Pentru o simetrie înaltă, cele 2n fețe sunt romboizi.
Partea „n-gonal” din numele său nu se referă la numărul de fețe, ci la două aranjamente ale vârfurilor de pe axa de simetrie cu n poziții. Antiprisma duală n-gonală are două fețe reale n-gonale.
Un trapezoedru n-gonal poate fi divizat în două piramide n-gonale egale și o antiprismă n-gonală.

## Simetrie
Grupul de simetrie al unui trapezoedru n-gonal este Dnd, de ordinul 4n, cu excepția cazului lui n = 3: un cub are grupul de simetrie mai mare Od de ordinul 48 = 4×(4×3), care are patru versiuni de D3d ca subgrupuri.
Grupul de rotație⁠(d) al unui n-trapezoedru este Dn, de ordinul 2n, cu excepția în cazul lui n = 3: un cub are grupul de rotație mai mare O de ordinul 24 = 4×(2×3), care are patru versiuni de D3 ca subgrupuri.
Un grad de libertate în cadrul simetriei de la Dnd (ordin 4n) la Dn (ordin 2n ) schimbă romboizii congruenți în patrulatere congruente cu laturi de trei lungimi, numiți romboizi răsuciți, iar n-trapezoedrul se numește trapezoedru răsucit. (La limită, o latură a fiecărui patrulater ajunge la lungimea zero, iar n-trapezoedrul devine o n-bipiramidă.)
Dacă romboizii care înconjoară cele două vârfuri nu sunt răsuciți, ci au două forme diferite, n-trapezoedrul poate avea doar simetrie Cnv (ciclică cu oglindiri verticale), ordinul 2n, și se numește trapezoedru inegal. Dualul său este o n-antiprismă inegală, cu bazele poligonale de sus și de jos cu raze diferite.
Dacă romboizii sunt răsuciți și au două forme diferite, n-trapezoedrul poate avea doar simetrie Cn (ciclică) de ordinul n și este numit trapezoedru răsucit inegal.
| Tipul trapezoedrului | Trapezoedru răsucit | Trapezoedru răsucit | Trapezoedru inegal | Trapezoedru răsucit inegal |
| -------------------- | ------------------- | ------------------- | ------------------ | -------------------------- |
| Grup de simetrie     | D6, (662), [6,2]+   | D6, (662), [6,2]+   | C6v, (*66), [6]    | C6, (66), [6]+             |
| Imagine              |                     |                     |                    |                            |
| Desfășurată          |                     |                     |                    |                            |

## Forme
Un n-trapezoedru are 2n fețe patrulatere și 2n+2 vârfuri, dintre care două sunt apexuri. Aceste apexuri definesc axa polară, iar celelalte vârfuri sunt situate pe două inele n-gonale regulate.
| Nume trapezoedru   | Trapezoedru digonal (tetraedru) | Trapezoedru trigonal | Trapezoedru tetragonal | Trapezoedru pentagonal | Trapezoedru hexagonal | Trapezoedru heptagonal | Trapezoedru octogonal | Trapezoedru decagonal | Trapezoedru dodecagonal | ...          | Trapezoedru apeirogonal |
| ------------------ | ------------------------------- | -------------------- | ---------------------- | ---------------------- | --------------------- | ---------------------- | --------------------- | --------------------- | ----------------------- | ------------ | ----------------------- |
| Imagine            |                                 |                      |                        |                        |                       |                        |                       |                       |                         | ...          |                         |
| Pavare sferică     |                                 |                      |                        |                        |                       |                        |                       |                       |                         | Pavare plană |                         |
| Configurația feței | V2.3.3.3                        | V3.3.3.3             | V4.3.3.3               | V5.3.3.3               | V6.3.3.3              | V7.3.3.3               | V8.3.3.3              | V10.3.3.3             | V12.3.3.3               | ...          | V∞.3.3.3                |

Cazuri particulare:
- n = 2. O formă degenerată de trapezoedru: un tetraedru geometric cu 6 vârfuri, 8 laturi și 4 fețe romboidale degenerate în triunghiuri. Dualul său este o formă degenerată de antiprismă: tot un tetraedru.

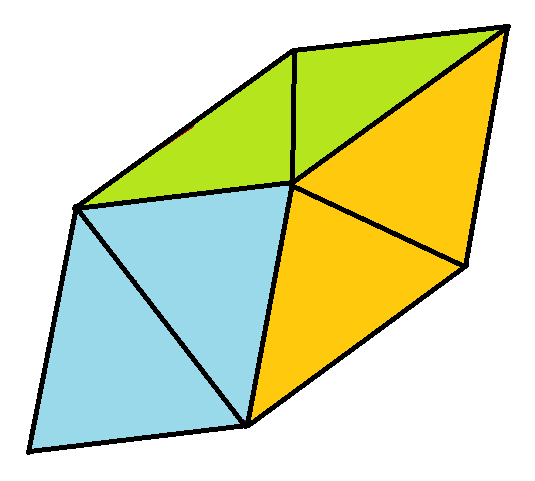
Un romboedru la 60°, divizat într-un octaedru central regulat și două tetraedre regulate

- n = 3. Dualul unei antiprisme triunghiulare: romboizii sunt romburi (sau pătrate); prin urmare, aceste trapezoedre sunt și zonoedre. Se numesc și romboedre. Sunt cuburi scalate în direcția unei diagonale principale. Ele sunt, de asemenea, paralelipipede cu fețe rombice congruente.

- Un caz special al unui romboedru este acela în care romburile care formează fețele au unghiuri de 60° și 120°. Poate fi descompus în două tetraedre regulate egale și un octaedru regulat. Deoarece paralelipipedele pot umple spațiu, la fel poate și o combinație de tetraedre regulate și octaedre regulate.

## Trapezoedre stelate
Un p/q-trapezoedru stelat este o figură tranzitivă pe fețe definită printr-un poligon strâmb în zigzag regulat. Baza sa este un poligon stelat 2p/q-gonal, are două apexuri simetrice fără grade de libertate, unul deasupra și celălalt dedesubtul bazei și fețele romboedre care conectează fiecare pereche de laturi adiacente de la bază la un apex.
Un astfel de p/q-trapezoedru stelat este o formă autointersectată, neconvexă. El există pentru orice 2p/q-gon strâmb în zigzag stelat regulat; dar dacă p/q < 3/2, atunci p − q < q/2, deci antiprisma duală stelată (a trapezoedrului stelat) nu poate fi uniformă (adică nu poate avea laturile de lungime egală); iar dacă p/q = 3/2, atunci p − q = q/2, deci antiprisma duală stelată pentru a fi uniformă trebuie să fie plată, adică degenerată.
Un p/q-trapezoedru dual stelat are diagrama Coxeter–Dynkin .
| 5/2 | 5/3 | 7/2 | 7/3 | 7/4 | 8/3 | 8/5 | 9/2 | 9/4 | 9/5 |
| --- | --- | --- | --- | --- | --- | --- | --- | --- | --- |
|     |     |     |     |     |     |     |     |     |     |
|     |     |     |     |     |     |     |     |     |     |

| 10/3 | 11/2 | 11/3 | 11/4 | 11/5 | 11/6 | 11/7 | 12/5 | 12/7 |
| ---- | ---- | ---- | ---- | ---- | ---- | ---- | ---- | ---- |
|      |      |      |      |      |      |      |      |      |
|      |      |      |      |      |      |      |      |      |